# Koloman Sokol
Koloman Sokol (12. prosince 1902, Liptovský Mikuláš – 12. ledna 2003, Tucson, Arizona) byl jedním z nejvýznamnějších slovenských malířů, grafiků a ilustrátorů a zakladatelem moderního grafického umění na Slovensku a v Mexiku.

## Život
Po nelehkém dětství, kdy ho ve čtyřech letech opustila matka, se výchovy ujal strýc. Jako učeň se seznámil s doktorem Mathém, který rozeznal jeho výtvarné nadání a umožnil mu studium na soukromé škole Eugena Króna v Košicích. Později navštěvoval soukromou školu Gustáva Mallého v Bratislavě a roku 1925 byl přijat ke studiu na Akademii výtvarných umění v Praze, kde jeho profesory byli Max Švabinský a Tavík František Šimon. Roku 1932 získal stipendium francouzské vlády a následujícího roku studoval v Paříži u Františka Kupky, seznámil se s Bohuslavem Martinů a poznal zde svou manželku Lydii Kratinu, dceru americko-českého sochaře. V Praze se stal členem SČUG Hollar. Roku 1937 se účastnil na spolkové výstavě Hollaru v Mexiku a vzápětí přijal pozvání Mexického Ministerstva kultury a školství aby zde vyučoval. Stal se zakladatelem školy grafických technik na Escuela de las Artes del Libro na Univerzitě v Mexico City, kde pak jako profesor působil do roku 1941. Roku 1941 odešel do USA, kde se mu narodil syn George, v letech 1942-1946 žil v New Yorku. Roku 1946 se vrátil na Slovensko, vyučoval na Technické Univerzitě a na Univerzitě Komenského v Bratislavě a stal se členem Slovenské akademie věd.
Po komunistickém převratu v roce 1948 se vrátil do Spojených států a usadil se
na předměstí Philadelphie v Bryn Mawr. Po celý život cítil sepětí se svými slovenskými kořeny a na sklonku života daroval 48 svých obrazů rodnému Slovensku. Ty se později staly základem Centra Kolomana Sokola v Liptovském Mikuláši. V 90. letech žil u svého syna v Tucsonu v Arizoně, kde zemřel roku 2003 ve věku 100 let.

### Ocenění
- 1947 nositel Slovenskej národnej ceny
- 1991 Řád Tomáše Garrigua Masaryka udělený prezidentem Václavem Havlem
- 1995 cena Miloša Alexandra Bazovského za výtvarné uměnie
- 1997 Rad Bieleho dvojkríža II. triedy, udělený prezidentem Michalem Kováčem
- 2001 Cena ministra kultúry SR za rok 2001
- 2002 otevřena Koloman Sokol Gallery na Velvyslanectví SR ve Washingtonu
- 2003 Rad Bieleho dvojkríža I. triedy, udělený prezidentem Rudolfem Schusterem[1]

## Dílo
Dílo Kolomana Sokola bylo inspirováno Vincentem van Goghem, Käthe Kollwitz, George Groszem a silně také expresionismem skupiny Die Brücke. Již během studií byl odpůrcem akademismu a jeho díla se vyznačovala silným emotivním podtónem. Zpočátku se věnoval grafickým technikám a později v Mexiku také kresbě a malbě.
Jeho malby jsou často dramatické a tvoří specifický slovenský příspěvek evropskému expresionismu. Pokud jde o formu a tvar, jsou malby odvozené z grafických předloh. V díle se spojují umělecké, etnické a sociální aspekty. Kolomanovým hlavním námětem je člověk a v jeho kresbách a dřevorytech ze 30. let dominuje drsné a expresivní ztvárnění sociálních motivů, utrpení, bolesti, chudoby a nezaměstnanosti. Jeho tvorbu ovlivnil pobyt v Mexiku a mentalita Mexičanů. Kromě lidských figur a mezilidských vztahů se jako motiv v jeho díle často objevují koně, psi nebo býčí zápasy. V 60. letech žil uzavřen do sebe a vytvářel díla zvláštního symbolicko-mytologického stylu.

### Zastoupení ve sbírkách
- The Art Institute of Chicago
- Brooklyn Museum, New York
- Dallas Museum of Art
- The University of Arizona Museum of Arts
- Koloman Sokol Center, Liptovský Mikuláš
- Akademie výtvarných umění v Praze
- Slovenská národná galéria, Bratislava

### Autorské výstavy
- 1932 Bratislava (s Alexym, Palugyayom a Bazovským)
- 1934 Praha
- 1935 Martin
- 1938 Giant of Graphic Arts, Mexico City
- 1938 San Francisco
- 1942 – 45 série výstav Mexiko, Baltimore, Chicago, Los Angeles, Qaxaca (Mexiko), Havana, Filadelfie, Washington, Montreal, Londýn
- 1948 Paříž
- 1964 Litoměřice
- 1966 Bratislava
- 1968 Washington (spolu s 0. Kokoschkou)

### Retrospektivní výstavy
- Slovenska národná galéria Bratislava 1947, 1963, 1977, 1992
- Banská Bystrica 1947
- Národní galerie Praha 1978

### Katalogy a monografie
- 1948 Koloman Sokol, Umělecká beseda, Praha
- 1962 Koloman Sokol, SNG, Bratislava,
- 1963 Eva Šefčáková, Koloman Sokol, SVKL, Bratislava
- 1966 Koloman Sokol. Kresby a grafika 1952 - 1966, Šefčáková E, SNG, Bratislava
- 1977 Sokol, tvorba z rokov 1972 - 76, Šulc D, Roll D, Pallas, Bratislava
- 1978 Koloman Sokol, výběr z celoživotního díla, Národní galerie, Praha
- 1979 Koloman Sokol v zemi smädných, Agnesa G. J., Bob Puskailer, Dobrá kniha, Cambridge, Ont.
- 1992 Koloman Sokol, Roll D, Tatran, Bratislava
- 1992 Koloman Sokol. Jubilejná výstava pri príležitosti umelcových 90. narodenín, Zmetáková D, SNG Bratislava
- 1998 Koloman Sokol: Sambo, 480 s., Tibor Huszár, Lee Karpiscak, Ivan Jančár, Neografia a.s. ISBN 8096793918
- 2001 Koloman Sokol Slovensku, Jančár I, Galéria P.M.Bohúňa Lipt. Mikuláš, GMB Bratislava, ISBN 9788085706277
- 2004 Koloman Sokol osobne, korespondence s Michalem Chorváthem z let 1938-1982, Vydavateľstvo SSS, nové vydání 2012, ISBN 80-8061-174-2

### Filmy
- 1965 Koloman Sokol (režisér J. Zachar), nejvyšší ocenění na Arsfilm v Kroměříži
- 2002 Koloman Sokol: Z labyrintu sveta do raja duše, dokumentární film, režie Igor Dobiš,